# 서울특별시대통령경호처소방대
서울특별시대통령경호처소방대(서울特別市大統領警護處消防署, Seoul Cheongwadae Fire Station)는 청와대 안에서 화재의 예방·경계 및 진압에 관한 업무를 분장하는 서울특별시청의 직속기관이다. 대장은 소방령으로 보한다.

## 설치 근거 및 소관 사무

### 설치 근거
- 「서울특별시 행정기구 설치 조례」 제44조제1항[2]

### 소관 사무
- 대통령 집무실, 관저 및 주변지역 화재의 예방·경계·진압 및 구조·구급에 관한 사항
- 소방장비의 유지관리

## 연혁
- 1986년 12월 15일: 서울특별시청와대소방대 설치.[3]
- 2022년 11월 10일: 서울특별시대통령경호처소방대로 개편.[4]

## 조직

### 대장
부대장
- 제대[6]

## 같이 보기
- 대한민국 소방청
- 대한민국의 소방
- 소방관 계급